# Biblioteca Nazionale Centrale di Roma
La Biblioteca nazionale centrale di Roma (BNCR) è, insieme alla Biblioteca Nazionale Centrale di Firenze (BNCF), una delle due biblioteche nazionali italiane che hanno il compito principale di raccogliere e conservare tutte le pubblicazioni italiane. Si trova in viale Castro Pretorio, nei pressi della Stazione Termini, a Roma. La biblioteca è anche conosciuta col nome di "Vittorio Emanuele II", dal nome del Re d'Italia cui fu intitolata al momento della sua istituzione (1875).
La BNCR è una delle più grandi biblioteche d’Italia. Al 31 dicembre 2022, risultano custoditi circa 9 000 000 volumi, 9 000 manoscritti, 160 000 autografi, 2 000 incunaboli, 25 000 edizioni del XVI secolo, 22 578 carte geografiche, 42 598 fra stampe, disegni e fotografie, 2 175 458 fascicoli di periodici, 42 000 tesi di dottorato, 131 568 audiovisivi e 1 070 spartiti. Inoltre, sono disponibili sulla Teca Digitale della Biblioteca circa 21 000 000 di immagini. Le scaffalature dei depositi librari coprono attualmente 112 Km lineari.
La Biblioteca romana raccoglie e conserva, alla pari di quella fiorentina, tutta la produzione editoriale italiana, in base alla legge 15 aprile 2004, n. 106 e al successivo regolamento attuativo (D.P.R. 3 maggio 2006, n. 252) inerente al deposito legale.

## L'edificio
La Biblioteca fu istituita a Roma nel 1876 e come sede venne scelto il palazzo del Collegio Romano, nel quale era situata la ricca Bibliotheca maior dei Gesuiti, alla cui dotazione si aggiunsero i fondi manoscritti e a stampa provenienti dalle biblioteche conventuali appartenenti alle congregazioni religiose soppresse a seguito dell'eversione dell'asse ecclesiastico.
Già nel 1926 la sede del Collegio romano era ritenuta inadatta e «urgentissimo» era il problema di sistemare adeguatamente la biblioteca. L'architetto Cesare Bazzani propose di modificare il palazzo sulla piazza della Minerva, allora sede del Ministero della Pubblica istruzione, ma che sarebbe stata di lì a poco abbandonata, arretrandone e rifacendone la facciata sulla piazza del Pantheon in stile neoclassico. Dallo stesso corpo di fabbrica, sarebbero stati allontanati la biblioteca Casanatense (che tuttora l'occupa) e il Ministero delle comunicazioni. La biblioteca nazionale si sarebbe dunque trovata a estendersi su tre grandi palazzi: il Collegio, la Minerva, e S. Macuto, uniti dal cavalcavia sulla via di S. Ignazio.
Nel 1975 la biblioteca fu trasferita nel nuovo edificio, realizzato da un gruppo di architetti (Massimo Castellazzi, Tullio Dell'Anese, Annibale Vitellozzi), aderenti alla corrente del Movimento Moderno, nella zona dei Castra Praetoria, nei pressi dell'Università della Sapienza; suddivisa in quattro settori, comprendenti tra l'altro undici sale di lettura, raccoglie numerose opere rare, di valore o particolarmente significative.

### Aree espositive
Nell'atrio dell’edificio, sono aperte al pubblico tre aree espositive: la prima ospita il Museo Spazi900 che nasce dalla consapevolezza di una precisa vocazione verso la cultura contemporanea: grazie a un’ingente raccolta di fondi pubblici e privati cominciata nel 1969 dall’allora direttore Emidio Cerulli, la BNCR ha accolto negli ultimi decenni sempre più materiali di autori del Novecento.
Il suo fulcro permanente è La stanza di Elsa, dove vengono ricreate le suggestioni del laboratorio di scrittura di Elsa Morante attraverso gli arredi originari che componevano il suo studio. Sono inoltre presenti mobili, ritratti, archivi e carte autografe di Gabriele d'Annunzio, Umberto Saba, Grazia Deledda, Carlo Levi, Pier Paolo Pasolini e tanti altri. Il risultato è un excursus didattico capace di valorizzare la Storia del Novecento e al contempo fornire uno spazio creativo indirizzato agli scrittori dei nostri giorni per continuare la tradizione letteraria italiana.
Nella seconda è possibile visitare La grande "Biblioteca d’Italia: bibliotecari, architetti e artisti all’opera: 1975-2015", una mostra permanente nata per celebrare i quarant'anni anni dalla riapertura della biblioteca e i cinquant'anni dall'inizio dei lavori di costruzione della sede di Castro Pretorio.
La terza area accoglie mostre temporanee dedicate alla valorizzazione dei tesori custoditi dalla Biblioteca. Da luglio 2021 è visitabile su prenotazione la Sala Italo Calvino, all'interno dell’area “Biblioteca del Novecento letterario italiano Enrico Falqui" in cui sono esposti arredi, oggetti, quadri, presenti nell'abitazione di piazza di Campo Marzio 5, dove lo scrittore visse gli ultimi anni della sua vita.

## Servizi al pubblico
Il servizio, aperto al pubblico per tutti coloro che abbiano compiuto il diciottesimo anno di età, è gratuito e a disposizione di chiunque (ovviamente rispettando alcune regole, che servono a garantire la conservazione del patrimonio). Per iscriversi alla biblioteca basta seguire una semplice procedura online e in questo caso, verrà inviato il numero della tessera con il quale sarà possibile prenotare un testo e anche accedere a MLOL, la prima rete italiana di biblioteche pubbliche, accademiche e scolastiche per il prestito digitale. Oppure bisogna recarsi all'ufficio accoglienza con un documento di identità valido. L’iscrizione è gratuita. La tessera è personale e non cedibile. Per consultare o prendere in prestito (qualora possibile) un volume, bisogna cercarlo nel catalogo della biblioteca e quindi prenotarne la lettura (massimo 3 per volta), o il prestito (qualora possibile e massimo 2): al momento della prenotazione l’utente potrà scegliere in quale sala e in quale giorno riceverlo. Il sistema stesso fornirà o meno l'opzione di prendere il libro in prestito. Oppure è possibile recarsi in biblioteca, cercarlo nel catalogo della Biblioteca e quindi prenotarne la lettura (massimo 3 per volta), o il prestito (qualora possibile e massimo 2), attraverso i computer a disposizione a metà della galleria: il sistema stesso fornirà o meno l'opzione di prendere il libro in prestito. Possono essere richiesti in prestito volumi pubblicati in Italia disponibili in più copie della stessa edizione. Il prestito ha una durata di 30 giorni ed è prorogabile per ulteriori 15 giorni.

## Centro nazionale per lo studio del manoscritto
Opera dal 1989, presso la BNC di Roma, il "Centro Nazionale per lo Studio del Manoscritto" (CNSM), il quale ha censito oltre 100 000 microfilm di manoscritti posseduti da una selezione di 200 biblioteche principali italiane e non, fra pubbliche, ecclesiastiche e private (differisce tuttavia dal nuovo ICCU - MANUS On Line). Fra le istituzioni che fanno parte della Rete:
- British Library - Londra
- Museo Archeologico Nazionale – Cividale del Friuli (UD)
- Biblioteca Nazionale Braidense – Milano
- Archivio di Stato – Bologna
- Biblioteca Medicea Laurenziana – Firenze
- Archivio di Stato – Siena
- Biblioteca Universitaria Alessandrina – Roma
- Biblioteca del Senato della Repubblica "Giovanni Spadolini" – Roma
- Biblioteca Pontificia Università Gregoriana – Roma
- Archivio San Pietro – Città del Vaticano
- Museo del Duomo – Salerno
- Biblioteca Nazionale Sagarriga Visconti-Volpi – Bari
- Biblioteca Centrale della Regione Siciliana – Palermo

Di tale raccolta è disponibile per il pubblico anche l'interessante Catalogo on-line di facile fruizione.

## Opere celebri conservate
- Manoscritto dei Vaticinia di Nostradamus.